# 翠竹花園巴士總站
翠竹花園巴士總站（英文：Tsui Chuk Garden Bus Terminus）位於香港黃大仙區鵬程苑西北部獅子山山腳，由香港房屋委員會管理的居屋管轄之巴士總站。現時只有1條九巴路線和1線非專利巴士路線以該地為總站，服務該區的居民和商戶。

## 路線資料

### 九龍巴士211線
- 翠竹花園 ↺ 黃大仙站

提供翠竹花園來往黃大仙站的巴士服務，主要目的是為了方便住在山上的翠竹花園居民下山轉乘港鐵或其他公共交通工具，故此路段很短，於1988年11月10日起投入服務。

### 九龍巴士211A線
- 樂富 ↺ 翠竹花園

2018年7月15日投入服務，只在星期日及公眾假期提供服務，循環來往樂富及翠竹花園，提供往來翠竹花園及樂富站的接駁巴士服務，為竹園街市裝修工程的特別服務，暫定服務至2018年9月30日，曾延至10月31日，曾再延至2019年1月31日, 及後再延至4月30日, 之後提供永久服務。

### 九龍居民巴士KR21線
- KR21：翠竹花園 ↔ 樂富站（星期一至星期六服務）

此路線由陳添巴士公司營運，收費$4(八達通$3.7)，衹在繁忙時間（0630-1030、1600-2130）服務。

## 過往路線
- KR21B：翠竹花園 ↔ 九龍塘站（星期一至星期六(早上)服務）[已經停止服務]

## 鄰近地點
- 翠竹花園
- 翠竹商場
- 鵬程苑
- 竹園邨